# Tlingit-Kampfmesser

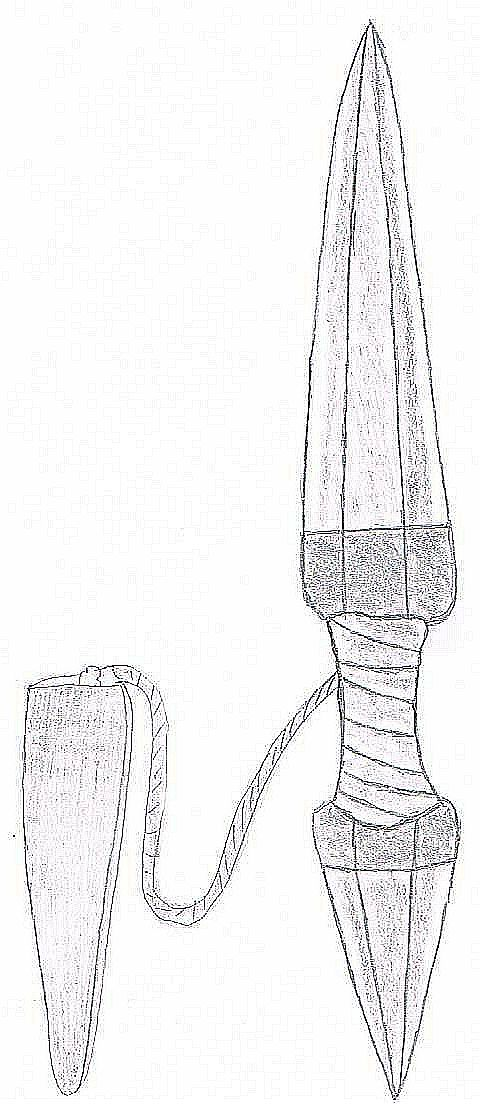
Seltene Variante mit zwei Klingen

Das Tlingit-Kampfmesser ist ein Messer bzw. Dolch aus Alaska und Kanada, das von den Tlingit benutzt wird.

## Beschreibung
Das Tlingit-Messer hat eine breite, zweischneidige Klinge. Das Heft ist in der Regel mit Haaren oder Fasern umwickelt, um es besser greifen zu können. Die einklingigen Varianten haben meist einen reich geschnitzten Holzgriff, der das Totem der jeweiligen Familie des Besitzers oder ein Raubtier darstellt.
Eine seltene Variante hat zwei Klingen. Die keilförmigen Klingen unterschiedlicher Größe sind im Griffstück miteinander verbunden. Die kürzere Klinge wurde benutzt, um Schnitte und Hiebe gegen das Gesicht des Gegners zu führen. Durch einen Treffer wurde der Gegner abgelenkt und ein zweiter Hieb mit der längeren Klinge wurde zum Töten benutzt.
Die Tlingit stellten Messer aus Kupfer schon vor dem Eintreffen der ersten Europäer her. Danach wurde Stahl ein begehrtes Gut und die Tlingit tauschten es gegen Pelze. Die Schmiede der Tlingit verarbeiteten dann den Stahl zu Messern. Nachdem die Europäer Feuerwaffen einführten, wandelten sich die Messer von Waffen zu Statussymbolen. Die Messer wurden in Lederscheiden am Hals getragen.